# Syntomacris arboricola
Syntomacris arboricola är en insektsart som beskrevs av Marius Descamps 1977. Syntomacris arboricola ingår i släktet Syntomacris och familjen gräshoppor. Inga underarter finns listade i Catalogue of Life.